# Teddy Lasry
Teddy Lasry, né le 24 avril 1947 à Nice et mort le 10 mai 2024 dans le 13e arrondissement de Paris, est un musicien et un compositeur français.

## Biographie
Il est le fils de Jacques Lasry, pianiste, compositeur et cofondateur des Structures sonores Lasry-Baschet.
Il étudie la clarinette classique et suit des classes d’écriture, tout en participant, très jeune, à des concerts internationaux des Structures Sonores.
Il est musicien et compositeur au Théâtre du Soleil de 1967 à 1969. Puis il rejoint Magma aux côtés de Christian Vander, groupe pour lequel il compose et écrit les arrangements de la section de cuivres. Il joue de nombreux instruments sur les trois premiers disques du groupe (basse, flûte, clarinette, saxophone, voix.)
Il collabore avec divers musiciens, et publie sous son nom plusieurs disques.
À partir de 1973, il compose pour la télévision et la publicité.
Plus rarement, il compose pour le cinéma, et notamment le court métrage Camille ou La comédie catastrophique réalisé par Claude Miller en 1971.  Une de ses compositions avec Magma, restée inédite sur disque, fait partie du film Moi y'en a vouloir des sous de Jean Yanne. 
Il accompagne en tant que clarinettiste les chanteurs yiddish Ben Zimet puis Talila, avec laquelle il travaille jusqu'à sa mort et crée en 1986 le trio Yiddish Blues.
Avec Laurent Caillon, il revient à la musique de scène pour Jacques Nichet (Marchand de caoutchouc de H. Levine, Retour au désert de Bernard-Marie Koltès et Didier Bezace, Le square de Marguerite Duras, Avis aux intéressés de Day Keene). Puis il accompagne à l’accordéon et dans ses compositions personnelles le spectacle Les chemins de Couté avec Daniel Delabesse.
En 2005, il compose la musique du film de Richard Dembo, La Maison de Nina.
En 2010, il produit et arrange Mon yiddish blues pour la chanteuse Talila (label Naïve Records) puis Le temps des bonheurs en 2012 (Naïve).